# Sandfurth
Sandfurth gehört zur Ortschaft Ringfurth und ist ein Ortsteil der Stadt Tangerhütte im Süden des Landkreises Stendal in Sachsen-Anhalt.

## Geographie
Sandfurth, ein kleines Straßendorf, liegt etwa 10 Kilometer südöstlich von Tangerhütte an einem alten Elbarm am Westufer der Elbe im äußersten Südosten der Altmark. Durch das Dorf führt der Elberadweg. Es ist umgeben vom Landschaftsschutzgebiet „Elbaue-Wahlenberge“ mit den Wahlenbergen im Westen. Östlich des Ortes beginnt das Biosphärenreservat Mittelelbe und das Fauna-Flora-Habitat-Gebiet „Elbaue bei Bertingen“.
Nachbarorte sind Uetz im Westen, Cobbel im Nordwesten, Ringfurth im Norden und Kehnert im Südwesten.

## Geschichte

### Mittelalter bis Neuzeit
Die erste Erwähnung des Dorfes als Santforde im Landbuch der Mark Brandenburg stammt aus dem Jahre 1375. Das Dorf umfasste 24 Hufen und gehörte zur Altmark. Als Besonderheiten wurden genannt das Hundekorn (sonst nur in Gräben und Steinfeld [Altmark]) und als einzige im ganzen Urbar eine Schiffmühle (molendinum in Albea). Das Landbuch nannte Ludolph von Grieben als Grundherr, später kam das Dorf an das Erzstift Magdeburg.
Um 1443 gab es einen Streit zwischen dem Erzbischof in Magdeburg und dem Markgrafen von Brandenburg über die Jagdrechte bei Sandfurth. 1448 erscheint das Dorf als erzbischöflich madeburgisches Lehnsgut. Es wurde zum Schloss Angern gerechnet und vom Erzbischof in Magdeburg an die von der Schulenburg übertragen. 1447 gehörte santforde mit der Schiffure uf der Elbe (Fähre) und dem Molen Werder und dem Pagen Werder zum Schloss Angern. Um 1564 war Santfurde, das zu Cobbel gehörte, wüst. 1691 wurde die wüste Feldmark dem Dorf Kehnert zugeordnet. Später legte der Minister Graf von der Schulenburg-Kehnert nicht weit von der wüsten Dorfstelle ein Kolonistendorf an aus dem das heutige Dorf entstand. 1785 existierten im Vorwerk Sandforth 29 Feuerstellen.

### Archäologie
Paul Grimm untersuchte im Jahre 1958 eine slawische Wallburg. Sie liegt etwa einen Kilometer südwestlich von Sandfurth auf dem „Schlossberg“ am Steilufer eines alten Elbarmes. Grimm ermittelte einen Durchmesser vom 40 × 50 Metern. Im 20. Jahrhundert sind zwischen Kehnert und Sandfurth slawische Grubenhäuser geborgen worden.

### Eingemeindungen
Sandfurth gehörte früher zum dritten Distrikt im Magdeburgischen Holzkreis im Norden des Herzogtums Magdeburg. 1816 kam es zum Kreis Wolmirstedt in der preußischen Provinz Sachsen.
1842 gehörte Sandfurth zusammen mit Uetz zur Zivilgemeinde Kehnert, die später Gemeindebezirk Kehnert-Sandfurth-Uetz-Treuel hieß. 1871 war Sandfurth eine selbständige Landgemeinde. 1890 aber offenbar schon nicht mehr. Der Ortsteil Sandfurth gehörte, so wie später, zur Gemeinde Kehnert. Vermutlich nach 1952 kam der Ortsteil Sandfurth zur Gemeinde Ringfurth.
Mit der Eingemeindung von Ringfurth nach Tangerhütte kam der Ortsteil Sandfurth am 31. Mai 2010 zur Stadt Einheitsgemeinde Tangerhütte und zur neu entstandenen Ortschaft Ringfurth.

### Einwohnerentwicklung
| Jahr | Einwohner |
| ---- | --------- |
| 1816 | 148       |
| 1842 | 226       |
| 1867 | 326       |
| 1871 | 327       |
| 1905 | 213       |
| 2013 | 101       |
| 2014 | 101       |

| Jahr | Einwohner |
| ---- | --------- |
| 2018 | [0]101    |
| 2019 | [0]102    |
| 2020 | [0]099    |
| 2021 | [0]099    |
| 2022 | [0]98     |
| 2023 | [0]97     |

## Religion
Die evangelischen Christen aus Sandfurth waren früher in Pfarrei Cobbel bei Mahlwinkel eingepfarrt. Sie werden heute betreut vom Pfarrbereich Tangerhütte im Kirchenkreis Stendal im Bischofssprengel Magdeburg der Evangelischen Kirche in Mitteldeutschland.
Die katholischen Christen gehören zur Pfarrei St. Anna in Stendal im Dekanat Stendal im Bistum Magdeburg.

## Kultur und Sehenswürdigkeiten

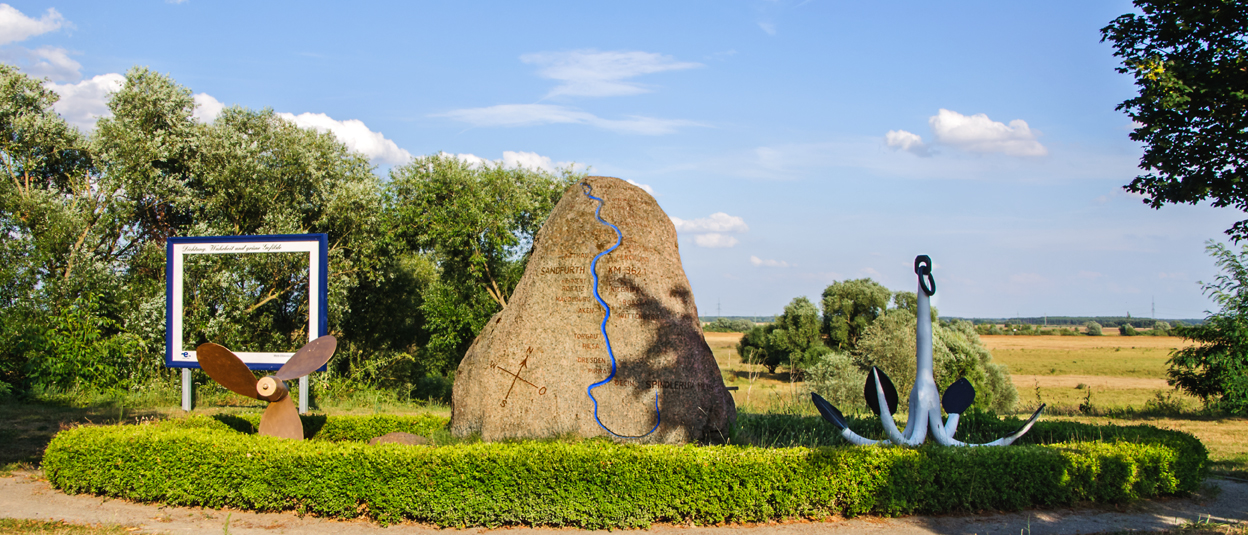
Schifferdenkmal in Sandfurth

- Schifferdenkmal in Sandfurth mit Gedenktafel und Elbekarte
- Der Ortsfriedhof liegt am westlichen Ortsausgang.